# Pellegrino Antonio Orlandi
Pellegrino Antonio Orlandi (Bologna, 26 aprile 1660 – Bologna, 18 novembre 1727) è stato uno storico dell'arte e bibliografo italiano.

## Biografia
Nato a Bologna nell'aprile del 1660, entrò nel convento carmelitano di San Martino, a Bologna, dove rivestì la carica di priore, almeno dal 1718. Nella seconda città dello Stato pontificio si dedicò a ricerche di storia dell'arte, venendo ammesso all'Accademia Clementina, e ad indagini bio-bibliografiche e fu docente di Teologia per il suo Ordine. 
La prima edizione del suo Abecedario pittorico fu pubblicata a Bologna nel 1704. Era un dizionario biografico contenente dati, a suo dire, su circa 4.000 pittori, scultori e architetti. Una seconda edizione uscì nel 1719, aggiornata con dati provenienti da sue corrispondenze con artisti di Roma e di Firenze. Pur criticato per alcune inesattezze, l'Abecedario è stato definito dal Dictionary of Art Historians «la più completa fonte di informazioni sugli artisti del XVIII secolo». 
Orlandi raccolse ed elencò le notizie bibliografiche relative alle stampe del Quattrocento, nella sua Origine e progressi della stampa o sia dell'arte impressoria e notizie dell'opere stampate dall'anno MCCCCLVV sino all'anno MD. L'opera rappresentò una pietra miliare negli studi di storia della tipografiaː Orlandi fu infatti il primo a pubblicare in Italia la bibliografia degli incunaboli europei, presentandone la successione, nell'ordine della città in cui essi erano per la prima volta apparsi. Tale ordine, adottato tra Otto e Novecento anche da Robert Proctor (1868 – 1903), noto bibliografo inglese, è ancora oggi conosciuto come "ordine Proctor".

## Opere
- Pellegrino Antonio Orlandi, Abecedario pittorico, Costantino Pisarri, 1704. Dopo la morte di Pellegrino Antonio Orlandi, avvenuta nel 1727, furono pubblicate altre edizioni, tra cui quella del 1753 a cura di Pietro Guarienti edita a Venezia, quella del 1763 edita a Napoli e le due edizioni fiorentine, del 1776 e del 1778. Tradotto in inglese, l'Abecedario pittorico uscì a Londra nel 1730.[1]
- Pellegrino Antonio Orlandi, Notizie degli scrittori bolognesi e dell'opere loro stampate e manoscritte, 1714.
- Pellegrino Antonio Orlandi, Origine e progressi della stampa o sia dell'arte impressoria e notizie dell'opere stampate dall'anno MCCCCLVV sino all'anno MD, Bologna, Costantino Pisarri, 1722.